# Fieri
Fieri (Fier), grad na jugozapadu Albanije, glavni grad Fierskog distrikta i Fierskog okruga. Udaljen je 8 km od drevnog korintskog grada Apolonije. Grad ima 82.297 stanovnika (2005).
Grad Fieri je osnovala obitelj Vrioni kao trgovački grad u 18. stoljeću. U blizini grada se nalaze zalihe nafte, prirodnog plina i bitumena, za koje postoje zapisi iz 1. stoljeća.
Fieri je danas važan industrijski grad, smješten na rijeci Gjanica, koja je pritoka rijeke Seman, a grad se nalazi okružen močvarama. Zajedno s obližnjim gradom Patosom, Fier je središte naftne i kemijske industrije Albanije.